# Gypsophila
Gypsophila és un gènere de plantes amb flors dins la família Caryophyllaceae, no s'ha de confondre amb les plantes gipsòfiles que són totes aquelles que són indicadores de terrenys guixencs. És natiu d'Europa, Àsia i Àfrica del Nord. El gènere té de 80 a 100 espècies. La major diversitat es troba a la regió mediterrània. Moltes de les seves espècies es troben en terrenys rics en calci incloent el guix (gypsum en llatí) d'on prové el nom del gènere. El seu nom botànic significa "amic del guix". Algunes espècies com G. paniculata es fan servir molt com planta ornamental especialment per a fer rams.
Les espècies d'aquest gènere són herbàcies anuals o perennes que fan de 5 a 120 cm d'alt. Les flors es produeixen en grans inflorescències, que o bé són denses, o bé obertes i laxes. Cadascuna de les flors són menudes, de 3–10 mm de diàmetre, amb cinc pètals blancs o rosats.
Algunes espècies
- Gypsophila acutifolia – Gypsophila de fulles agudes
- Gypsophila altissima
- Gypsophila aretioides
- Gypsophila arrostii
- Gypsophila bicolor
- Gypsophila bungeana - Gypsophila de Bunge
- Gypsophila capituliflora
- Gypsophila cephalotes
- Gypsophila cerastioides
- Gypsophila davurica
- Gypsophila desertorum
- Gypsophila elegans
- Gypsophila fastigiata -
- Gypsophila huashanensis
- Gypsophila licentiana
- Gypsophila muralis – Gypsophila anual
- Gypsophila nana -
- Gypsophila oldhamiana
- Gypsophila pacifica
- Gypsophila paniculata – Gypsophila paniculada, comuna
- Gypsophila patrinii
- Gypsophila perfoliata -
- Gypsophila petraea
- Gypsophila pilosa -
- Gypsophila rokejeka – Arrel sabonera[3]
- Gypsophila repens – Gypsophila alpina
- Gypsophila scorzonerifolia -
- Gypsophila sericea
- Gypsophila spinosa
- Gypsophila struthium – Gypsophila ibèrica
- Gypsophila tenuifolia
- Gypsophila tschiliensis

## Cultiu i usos
La gypsophiles que es troben més sovint en els jardins són la G. paniculata (perenne), G. elegans, i G. muralis (les dues són anuals). Es propaguen fàcilment per les llavors, per esqueix o per divisió de les arrels abans que comenci el creixement de la primavera. Prefereixen l'exposició a ple sol i els sòls rics.
Als Estats Units és típic que en els casaments es decorin els cabells dels nens amb “G. muralis” (Baby's Breath).
Gypsophila paniculata ha esdevingut una espècie invasora a parts d'Amèrica del Nord.
Gypsophila rokejeka es fa servir per proporcionar saponina en la producció de halva
L'arrel de Gypsophila repens es fa servir per a fer una crema en les postres turques anomenades kerebic.